# Publi Ati Var
Publi Ati Var o Publi Atti Var (en llatí: Publius Attius Varus) va ser un magistrat romà, partidari de Gneu Pompeu. Formava part de la gens Àtia i portava el cognomen de Var.
Va exercir la magistratura de pretor, però es desconeix en quin any, i va ser governador d'Àfrica.

## Segona guerra civil romana
En esclatar la guerra civil l'any 49 aC estava estacionat al Picè amb una força considerable, amb quarters a Cingulum i després a Àuximum. Quan Cèsar es va acostar els habitants d'Àuximum es van declarar al seu favor i Var va haver d'abandonar la ciutat. En retirar-se molts soldats de les seves tropes van desertar. Amb la resta es va unir a Pompeu a la Pulla.
Quan Pompeu va decidir sortir d'Itàlia, Var va anar a Àfrica i va prendre possessió de la província que governava llavors Quint Ligari que només era legat de Publi Considi Llong. Com que havia estat propretor pocs anys abans tenia molts contactes i va poder aixecar soldats per la causa pompeiana. Mentrestant Luci Eli Tuberó, un altre pompeià que havia estat nomenat pel Senat com a successor de Considi Llong a l'Àfrica, es va presentar a la província per prendre possessió però Var va refusar entregar el govern i no el va deixar ni desembarcar.
No gaire temps després Gai Escriboni Curió va creuar de Sicília a Àfrica amb dues legions per dominar la província per Juli Cèsar. Var va atacar a Curió a la batalla d'Útica (49 aC), però va ser derrotat i es va haver de tancar al darrere les muralles. Estava en greu perill però va ser salvat per l'arribada de forces del rei de Numídia Juba I. Curió va ser derrotat per Juba i va morir en la batalla, perdent quasi tota la infanteria. La cavalleria es va entregar a Var i tots van ser executats per orde de Juba tot i que Var s'hi havia oposat.
Aquesta victòria va garantir la província pels pompeians, i allí van arribar els principals caps d'aquest partit després de la derrota de Farsàlia l'any 48 aC. Var va haver d'entregar el govern a Quint Cecili Metel Pius Escipió, cosa que va fer a cara de gos. Se li va atorgar el comandament de la flota i va destruir alguns vaixells de Cèsar a Adrumetum.
Després de la derrota a la batalla de Tapsos (46 aC), Var va anar a Hispània amb Gneu Pompeu el Jove i va ser derrotat en la batalla naval de Carteia contra Gai Didi, un dels almiralls de Juli Cèsar. Llavors es va reunir amb l'exèrcit pompeià a terra. Va morir en la batalla de Munda. El seu cap, junt amb el de Labiè, va ser portat a Cèsar.